# Políptico Averoldi
El políptico de la Resurrección de Cristo, más conocido como políptico Averoldi (en italiano: Polittico Averoldi), es un retablo realizado por el pintor Tiziano Vecellio. Mide 278 cm de alto y 122 cm de ancho, y está pintado al óleo sobre tabla. Data de 1522 y se encuentra en la iglesia de los Santos Nazario y Celso, en Brescia.

## Historia

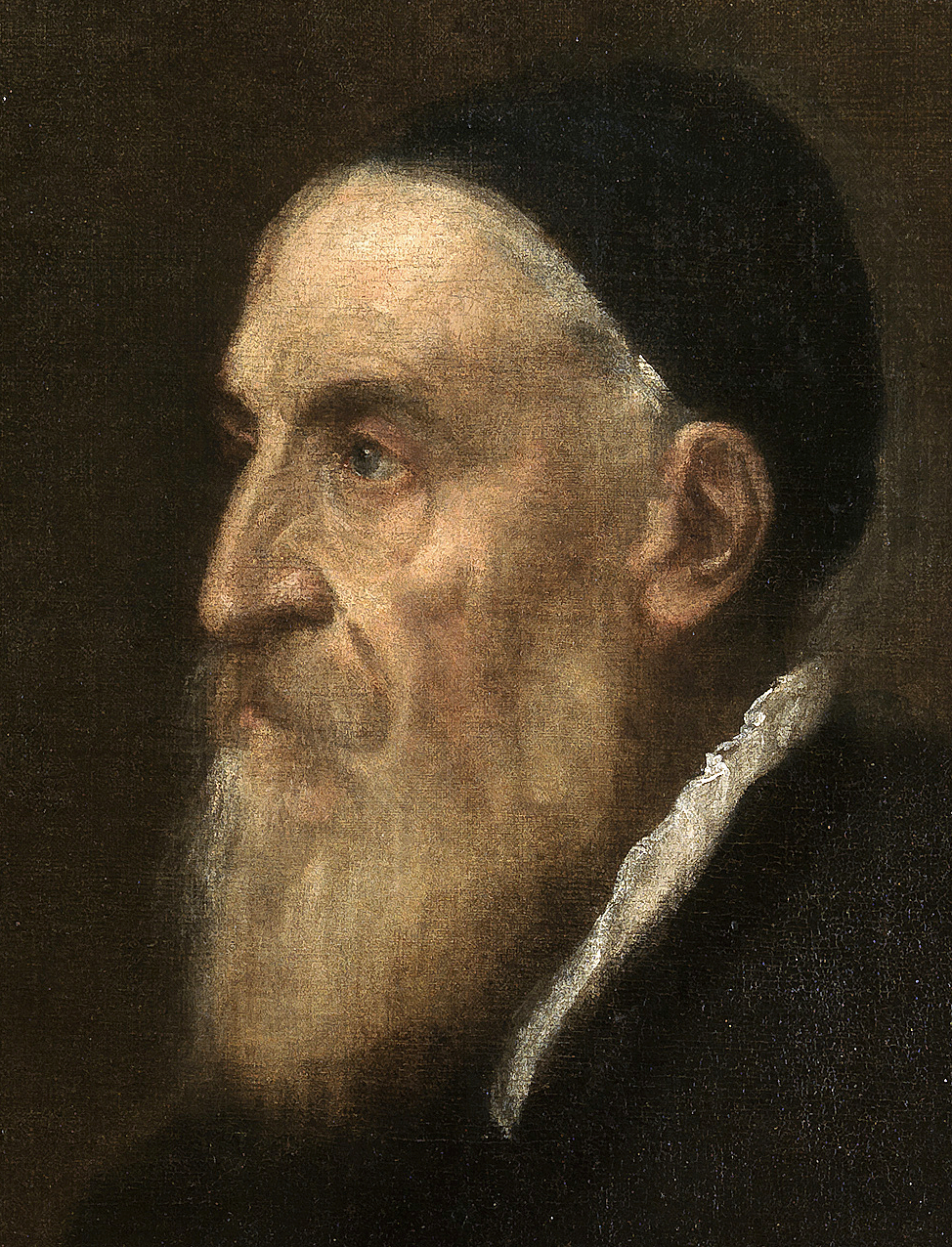
Tiziano Vecellio

Tiziano fue uno de los mejores exponentes de la Escuela veneciana renacentista de pintura. Fue discípulo de Giorgione, con quien colaboró en la decoración del Fondaco dei Tedeschi. Desde joven mostró algunas de sus principales características: uso de marcadas perspectivas espaciales, composición enérgica, intenso cromatismo, evocación lírica de los temas, narración dinámica, profundización psicológica de los personajes —con cierta tendencia al dramatismo—, visión naturalista del paisaje y realismo del detalle. Más tarde, por influencia de Miguel Ángel y Rafael, mostró tendencia hacia el monumentalismo, con el que pudo desarrollar su temperamento dramático y grandilocuente. Destacó especialmente en los retratos —fue el principal retratista de Carlos I de España—, representados generalmente de media figura con las manos visibles, siempre con pequeñas variantes para crear retratos únicos. En los años 1540 fue evolucionando hacia el manierismo y empezó a basar sus composiciones más en el dibujo que en el color, con tendencia al claroscuro y al uso del escorzo en las composiciones, interesándose cada vez más por los efectos lumínicos y el esfumado de los contornos.
El retablo fue un encargo del obispo Altobello Averoldi (1468-1531), legado pontificio en Venecia, que lo donó a la iglesia de los Santos Nazario y Celso de Brescia, de origen románico, reformada en el siglo XVIII en estilo neoclásico por Antonio Marchetti. El encargo se formalizó en 1520, año en que Tiziano estaba realizando varios encargos para el duque Alfonso I de Ferrara, el cual presionó al artista a través de su embajador en Venecia, Giacomo Tebaldi. Tiziano propuso enviar a Ferrara el San Sebastián que había preparado para el políptico, pero el duque finalmente rehusó para no indisponerse con el legado pontificio.

## Descripción

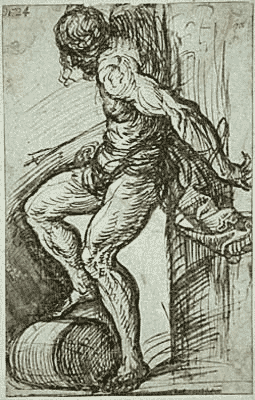
Estudio de Tiziano para la figura de san Sebastián

Esta obra fue realizada en formato de políptico, un tipo de pintura dispuesta en varios paneles, generalmente plegables sobre sí mismos, conectados con bisagras. Este formato, típicamente cuatrocentista, fue impuesto por el comitente, aunque Tiziano lo adaptó a una composición más moderna, al hacer converger todas las imágenes hacia el panel central, y gracias a un uso inteligente de la luz y los efectos de claroscuro. Consiguió así dar una cierta unidad al retablo, centrado en la Resurrección.
El retablo presenta las siguientes escenas:
- Resurrección de Cristo, 278 x 122 cm
- Santos Nazario y Celso con el donante, 170 x 65 cm
- San Sebastián, 170 x 65 cm
- Ángel de la Anunciación, 79 x 85 cm
- Virgen de la Anunciación, 79 x 85 cm

La escena principal es la de la Resurrección, que el artista combinó iconográficamente con la Ascensión: en un paisaje  nocturno y por encima de varios personajes que asisten maravillados al milagro, se eleva la figura diáfana de Cristo resucitado, que lleva el estandarte de la victoria sobre la muerte, frente a un cielo de espectaculares efectos atmosféricos. La figura de Jesús recuerda por su pose la de la famosa escultura helenística del Laocoonte.
En el panel de la izquierda aparecen los dos santos a los que estaba dedicada la iglesia, Nazario y Celso, dos mártires del siglo IV, así como el donante, Altobello Averoldi, de rodillas y con las manos en señal de plegaria; los tres personajes contemplan la escena de la resurrección.
A la derecha aparece san Sebastián, un mártir del siglo III que había sido soldado romano; aparece semidesnudo, atado a un árbol y con un flecha clavada, ya que su martirio consistió en ser asaeteado. Es una figura musculosa, que recuerda tanto la estatuaria clásica como los Esclavos de Miguel Ángel. Tras él, un ángel señala a san Roque las heridas del mártir. De la figura de este santo existen dos dibujos preparatorios realizados por Tiziano, conservados en el Kupferstichkabinett de Berlín (16,2 x 13,6 cm) y el Städelkunstinstitut de Frankfurt (18,3 x 11,5 cm).
Los dos paneles superiores están dedicados a la Anunciación: en el de la izquierda aparece el ángel que anuncia a María su próximo embarazo, con una banda con la inscripción Ave Gratia Plena; a la derecha aparece la Virgen, con la mano derecha en el pecho y la cabeza inclinada, en actitud de aceptar el mandato de Dios. Un rayo de luz que aparece por detrás del ángel baña el rostro de la Virgen, unificando ambas composiciones.
Esta obra ejerció una notable influencia en la escuela bresciana del Cinquecento, especialmente en Moretto y Savoldo.
El cuadro está firmado y fechado en la columna del panel de san Sebastián: TICIANUS FACIEBAT MDXXII.
|  |  |